# Estadio Bruno José Daniel
El Estadio Municipal Bruno José Daniel también conocido por su apodo Brunão es un estadio multiusos ubicado en la ciudad de Santo André, en el estado de São Paulo, Brasil. El estadio es propiedad de la Prefectura Municipal de Santo André y es utilizado por el club local Esporte Clube Santo André que disputa el Campeonato Paulista y el Campeonato Brasileño de Serie B. El estadio tiene capacidad para albergar 15 000 personas.
El estadio debe su nombre a Bruno José Daniel, quien fuera concejal de Santo André durante tres legislaturas consecutivas, de 1952 a 1964. En 1955 fue elegido alcalde, cargo que ejerció en dos periodos. Murió prematuramente, a la edad de 51 años, el 22 de diciembre de 1969. El nombre actual al estadio se le dio el 10 de octubre de 1973.
El recinto fue inaugurado el 15 de noviembre de 1969 con la finalización del Trofeo de Atletismo Brasil, el 14 de diciembre de ese año se llevó a cabo el primer juego de fútbol en el lugar, con un partido amistoso entre los equipos de Santo André y Palmeiras que finalizó con la victoria del equipo visitante por 4-0.
En 2005 albergó los juegos del Santo André en la Copa Libertadores de América 2005, donde enfrentó a Cerro Porteño de Paraguay, Palmeiras y Deportivo Táchira de Venezuela.
El estadio fue remodelado entre 2015 y 2016, ocasión en que perdió sus características torres de iluminación. En febrero de 2016 se reabrió oficialmente el estadio, con el partido entre Santo André y Atlético Monte Azul, por el Campeonato Paulista de Serie A-2, ganado por los locales por 2 a 1.

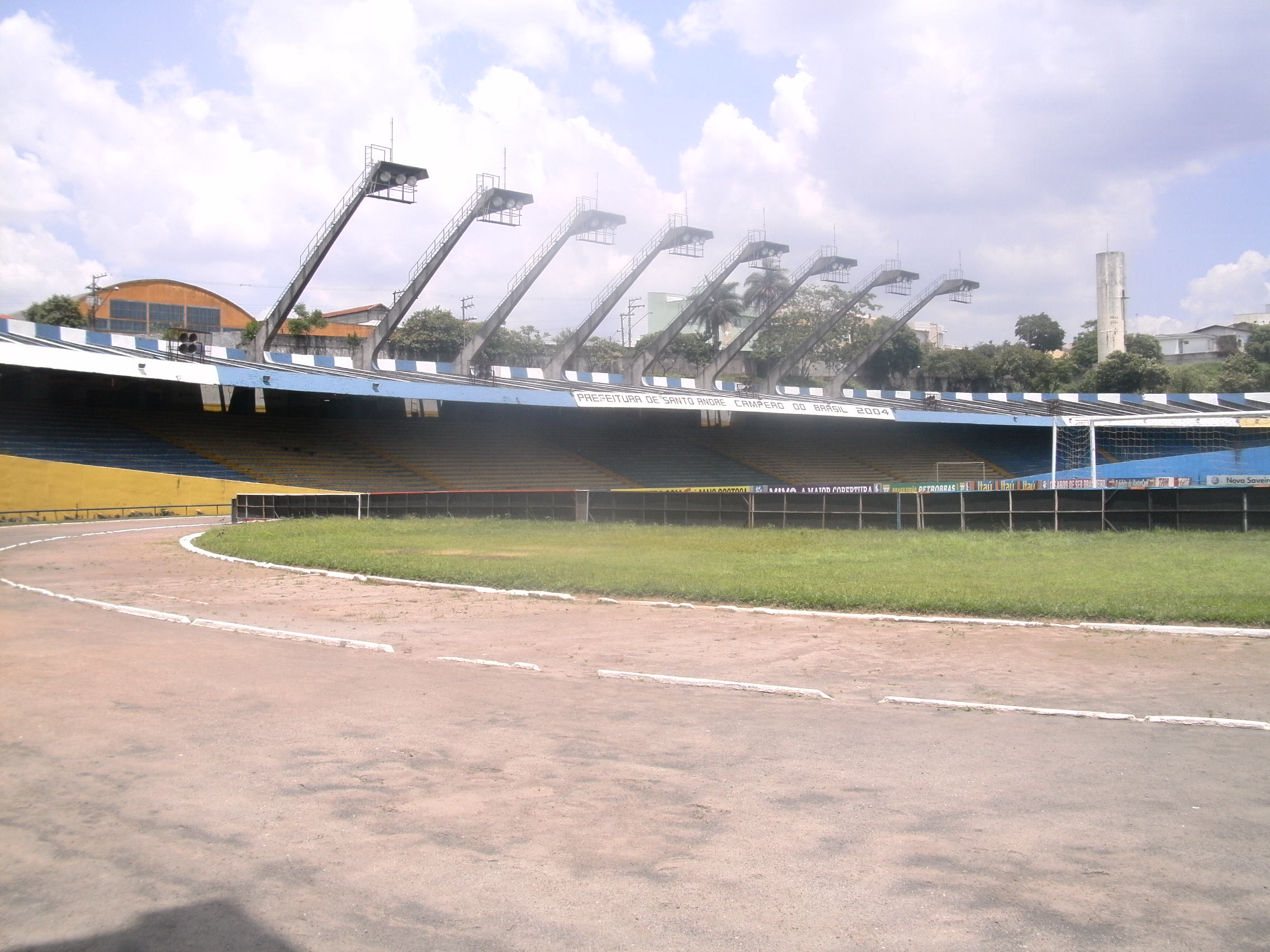
Estadio antes de la remodelación